# Exit to Transfer
Exit to Transfer är Corrodeds andra musikalbum. Det släpps via (Ninetone Records) den 6 oktober 2010. Producent är Patrik Frisk.
15 oktober gick Exit to Transfer in som 6:a på Sverigetopplistan och var det näst bäst säljande hårdrocksalbumet under utgivningsveckan.

## Låtlista
1. "My Hollow Shell" - 03:13
2. "It's Up to You" - 03:56
3. "Dust" - 04:13
4. "Piece by Piece" - 04:17
5. "I Am Your Saviour" - 03:23
6. "All the Heroes Are Dead" - 04:16
7. "The One" - 04:00
8. "Forget About Me" - 03:54
9. "The Scars, the Wounds" - 03:45
10. "Dead on Arrival" - 03:39
11. "Headstone" - 05:08